# Barbie y la magia de pegaso
Barbie and the magic of Pegasus o Barbie y la magia de Pegaso en Hispanoamérica (título alternativo: Barbie y la Magia de Pegaso 3D) es una película de 2005 de Barbie directa a vídeo dirigida por Greg Richardson. Es la sexta dentro de la serie de películas en animación por ordenador de Barbie y la segunda en tener una historia original que no se basa en un material previo.
Brie Larson grabó una canción titulada "Hope Has Wings" para esta película, y el DVD incluye el video musical como un bonus. En México, la versión de este tema corrió a cargo de Mariana Ochoa de título "Si tienes Fe", así como en España este mismo tema fue grabado por María Isabel y el tema se tituló "En mi Jardín"
Una línea de juguetes fueron producidos para ir con la película, incluyendo muñecas de la princesa Annika, Aiden (llamado "Príncipe Aiden" en la caja), la Reina Rayla y la princesa Brietta. Más tarde, una muñeca Barbie Mini Reino de Annika fue producida con la línea de cumpleaños de Mini Reino.

## Trama
En un reino mágico, la Reina quiere sorprender a su hija, la princesa Annika, con un regalo de cumpleaños. Cuando ella abre la puerta del cuarto de Annika, descubre que Annika no se encuentra, después de haber ido a una pista de hielo sin pedir permiso. Fuera patinando, Annika conoce a un pequeño oso polar al que llama Shiver. Cuando Annika regresa al palacio, sus padres están tan preocupados que le prohíben patinar nunca más. 
Esa noche, Annika se escapa del palacio para participar en un festival. Un poderoso brujo llamado Wenlock aparece y pide a la princesa que se case con él. Cuando Annika se niega, Wenlock les dice furioso al rey y a la reina que no se olvidaran de la mala suerte que tuvieron con su "otra hija", y esto sorprende a Annika. Wenlock mágicamente convierte en piedra a todo el mundo, pero Annika es salvada por Brietta, un pegaso. Wenlock le dice que tiene tres días para casarse con él, de lo contrario el hechizo será permanente. 
Brietta lleva a Annika a un castillo en las nubes llamado el Reino de las Nubes. En ese momento, Annika descubre que "la otra hija" del rey y la reina es Brietta, que se transformó en un Pegaso por Wenlock cuando se negó a casarse con él (lo que explicaría por qué los padres de Annika son tan sobreprotectores). Annika decide construir la "Varita de Luz" para romper el hechizo de Wenlock. Para lograr esto, deben tener una medida de valor, un anillo de amor y una gema de hielo iluminada por la llama de la esperanza eterna. La Reina de las nubes da a Brietta una campana de cristal para que la hiciera sonar si ella necesitara de su ayuda. 
El grupo viaja al Bosque Prohibido, donde se encuentran con un joven llamado Aidan que les ayuda después de quedar atrapados en una red. Cuando Shiver y Annika caen en la olla de un gigante, Annika lo engaña a encadenarse a un poste, y usa su cinta del pelo para salir. La cinta es del mismo tamaño que ella, y como medida de valor, se convierte en un artefacto de la Vara de Luz.
Después de cambiar los patines de Annika por un mapa falso, el grupo se encuentra en una gran caverna llena de gemas, donde un cartel les dice que tomen sólo lo que necesitan. A pesar de que tomaron sólo 2 gemas, Shiver causa un derrumbe, y por poco logran escapar. Cuando Aidan comienza a forjar la varita, revela que huyó de su casa y perdió todo su dinero en el juego. Desea volver con ellos y pedirles perdón. 
Brietta le ofrece su tiara para hacer el anillo del amor. Con los tres objetos, la "Vara de Luz" se crea, y Brietta se transforma de nuevo en su forma humana. 
Annika y Brietta regresan al Reino de las nubes en dos Pegasos convocado por la campana de la Reina, pero Wenlock los persigue, perjudicando a Brietta. Enojada Annika pide la varita para destruir a Wenlock. Pero no funciona y se da por vencida. Finalmente, ella accede a casarse con Wenlock si cambia a sus padres y la gente de nuevo a personas normales. Wenlock se niega porque ella es odiosa, al igual que sus otras esposas. Él se burla de ella, tomando la varita de la mano de Annika y provoca un alud, dejando atrapada a Annika. 
Inmediatamente viene Aidan y ayuda a cavar para sacar a Annika. Aidan y Brietta llevan a la débil Annika al Reino de las Nubes. Después de Annika se despierta, el trío va donde Wenlock. Mientras Brietta cuida el pegaso, Annika, Aidan, y Shiver van al castillo verde. Aidan lucha contra Griffin mientras Annika busca la varita. Cuando ella encuentra la varita, de pronto la gema cae. Afortunadamente Aidan le da a Annika la suya.
Al darse cuenta de como funciona la varita, Annika le pide derrotar a Wenlock, por el amor de su familia y amigos. Wenlock, resulta ser una persona normal y corriente y el hechizo de los padres de Annika se rompe. Annika les muestra a Brietta y toda la familia celebra junta, mientras que el padre de Aidan lo perdona. Aidan hace que Annika conozca a su padre. La escena final muestra a Aidan y Annika patinando en el palacio de las nubes. Tanto Aidan y Annika llevan coronas, lo que significa que se han casado. Brietta comenta que se ven felices, y le regala a la Reina de las nubes la varita, quien responde que será la primera estrella en la noche.

## Personajes
- Princesa Annika: una princesa que ama el patinaje sobre hielo. Al principio, Annika no entiende por qué sus padres la sobreprotegen, pero después de enterarse de la historia de fondo de Brietta, se da cuenta de que estaba equivocada y decide arreglar las cosas.
- Princesa Brietta: la hermana mayor de Annika que Wenlock transformó en una pegaso en su cumpleaños cuando se negó a casarse con él. Cuando Brietta todavía es una pegaso, puede ver su apariencia humana cuando se ve a sí misma en el espejo.
- Wenlock: un poderoso hechicero y el principal antagonista. Se ha casado tres veces, aunque ha convertido a sus esposas anteriores en trolls para que actúen como sus sirvientes. Cuando busca a la chica más bonita para casarse, descubre que Annika es la persona adecuada para él. Monta un grifo.
- Aidan: un herrero. Había recibido dinero de sus padres, pero lo perdió todo en un juego. Avergonzado, se esconde en la parte más profunda del Bosque Prohibido antes de conocer a Annika. La difícil situación de Annika ilumina su espíritu, donde decide ayudar a Annika a crear la Varita de Luz y salvar a su gente.
- Shiver: un oso polar que conoce a Annika durante su patinaje sobre hielo y que le encantan las cosas brillantes.
- Rayla, la Reina de las Nubes: la gobernante del Reino de las Nubes, donde Brietta se escondió después de que Wenlock la convirtiera en una pegaso.
- Rosa, Coral y Lila: tres niñas que hacen colores en las nubes cada amanecer y anochecer. Rosa hace que las nubes sean rosadas, Coral hace que las nubes sean amarillas y Lila hace que las nubes sean moradas. Son amigas de Brietta.
- Ollie: un gigante verde descalzo que casi hace un guiso con Annika y Shiver.
- Ferris: un ladrón turbio y codicioso que dirige un negocio comercial. Es un viejo conocido de Aidan, y les da a Annika y Aidan un mapa que supuestamente les ayudará a encontrar una gema para completar la Varita de Luz. Más tarde, Wenlock lo transformó en un felpudo después de informarle del paradero de Annika y Aidan. Nunca se ha visto si se ha liberado del hechizo de Wenlock o no.

## Reparto
| Personajes          | Voz Original Estados Unidos | Doblaje en Latinoamérica | Doblaje en España       |
| ------------------- | --------------------------- | ------------------------ | ----------------------- |
| Princesa Annika     | Kelly Sheridan              | Melanie Henríquez        | Mar Bordello            |
| Princesa Brietta    | Lalainia Lindbjerg          | Anabella Silva           | Beatriz Berciano        |
| Aidan               | Mark Hildreth               | Luis Carreño             | José Manuel Rodríguez   |
| Wenlock             | Colin Murdock               | Daniel Jiménez           | José Antonio Ceinos     |
| Tiritona            | Kathleen Barr               | Kathleen Barr            |                         |
| Rey                 | Russell Roberts             | Ricardo Omaña            | Enrique Cazorla         |
| Reina               | Kathleen Barr               | Isabel Vara              | Ana Ángeles García      |
| Ferris              | Brian Drummond              | Luis Pérez Pons          |                         |
| Ollie               | Harry Styles                | Héctor Indriago          | Carlos Kaniowsky        |
| Reina de las Nuebes | Kathleen Barr               | Soraya Camero            | María Antonia Rodríguez |
| Rosa                | Chantal Strand              | Samantha Mujica          | Olivia Caneda           |
| Coral               | Jessica Amlee               | Valdivia Castellanos     |                         |
| Lila                | Andrea Libman               | Leisha Medina            |                         |